# Carlos Adrián Morales
Carlos Adrián Morales Higuera (La Piedad, 6 settembre 1979) è un allenatore di calcio ed ex calciatore messicano, di ruolo centrocampista, tecnico dell'Atlético Morelia.
È il fratello minore di Ramón Morales, anch'egli calciatore nel suo stesso ruolo.

## Carriera

### Club
Carlos Adrián Morales debutta nella Primera División messicana nel 1998, nei Monarcas Morelia, successivamente è passato al Pachuca, al Tigres UANL, al Toluca, al Tecos de la UAG, al Santos Laguna e nuovamente ai Monarcas Morelia.

### Nazionale
Tra il 1999 e il 2005 ha giocato nella nazionale messicana.